# 潘兴将军微风号列车
潘兴将军微风号列车（英語：General Pershing Zephyr）是一列由芝加哥、伯靈頓和昆西鐵路（CB&Q）营运、运行于密苏里州圣路易斯和堪薩斯城之间的流线型旅客列车，由于运行路线途径约翰·潘兴的家乡，该列车以这位美军一战名将来命名。潘兴将军微风号列车于1939年4月30日正式投入服务，取代了原本运行相同路线上的奥札克之州微风号列车（Ozark State Zephyr），每天往返圣路易斯联合车站和堪萨斯城联合车站，单程旅行时间为5小时。潘兴将军微风号列车在伯灵顿铁路历史上拥有一个相当重要的意义，它象征着从固定编组的柴油动车组向灵活编组的机辆模式转变的过渡性产品，尽管该列车的外形和以往微风号系列列车十分相似，但它彻底放弃了自先锋者微风号列车（Pioneer Zephyr）起一直沿用的铰接式转向架，使得铁路公司可以根据实际需要灵活改变列车编组；同时，它也是第一款装用易安迪567系列柴油机作为动力装置的铁路车辆，以及美国铁路史上首次使用盘式制动装置（非动力转向架）的旅客列车。潘兴将军微风号列车的成功为后来面世的银色闪电微风号列车（Silver Streak Zephyr）和得克萨斯微风号列车（Texas Zephyr）打下了基础。